# 吉年
株式会社吉年（よどし）は、大阪府河内長野市に本社を置く可鍛鋳鉄製の管継手、可鍛鋳鉄製・ダクタイル鋳鉄製の自動車部品、産業機械部品を製造・販売している企業である。

## 概要
1718年（享保3年）創業者・吉年与右衛門が鍋・釜・農具などの製造を開始した。大阪では最も古い可鍛鋳鉄製の管継手メーカー。1944年（昭和19年）2月1日に法人へ改組。
2017年（平成29年）7月14日、大阪地裁に民事再生法の適用を申請し経営破綻した。負債は2016年11月末時点で約55億円。共英製鋼が民事再生スポンサーとなり、事業再生支援に関する基本合意書を締結し、共英製鋼は2017年10月2日に、事業を譲受する受け皿会社として、河内長野興産株式会社を設立した。
吉年が行っていた事業は、2018年（平成30年）2月1日付で河内長野興産へ譲渡され、同時に河内長野興産株式会社の商号を株式会社吉年（新社）へ変更。株式会社吉年（旧社）は、新社への事業譲渡の同日に、株式会社上原興産へ商号変更され、民事再生手続を継続している。